# Dicranopygium campii
Dicranopygium campii är en enhjärtbladig växtart som beskrevs av Gunnar Wilhelm Harling. Dicranopygium campii ingår i släktet Dicranopygium och familjen Cyclanthaceae. IUCN kategoriserar arten globalt som starkt hotad. Inga underarter finns listade.